# Замок Лидс
Замок Лидс (англ. Leeds Castle) находится в графстве Кент в Англии.

## История замка

### Ранняя история
Название замка (Esledes) происходит от его первого владельца — Лида или Лидиана, — который в 857 году построил на этом месте деревянное укрепление. Впервые упоминается в конце XI века, когда во время поземельной переписи населения данные о Лидсе и его обитателях вошли в Книгу страшного суда. В 1119 году Робером де Кревекером на озерном острове был возведён каменный замок. В 1278 году он был значительно перестроен Эдуардом Длинноногим для его первой жены, Элеоноры Кастильской. Был сооружён тройной барбакан, каждая часть его имела собственный вход, разводной мост, ворота и герсу. До 1318 года замок входил во вдовью долю королев Англии, в нём подолгу жила вторая жена короля Маргарита Французская. По смерти мачехи Эдуард II обменял Лидс на поместье Эддерли в Шропшире, принадлежавшее лорду Бартоломью Бадлсмиру.

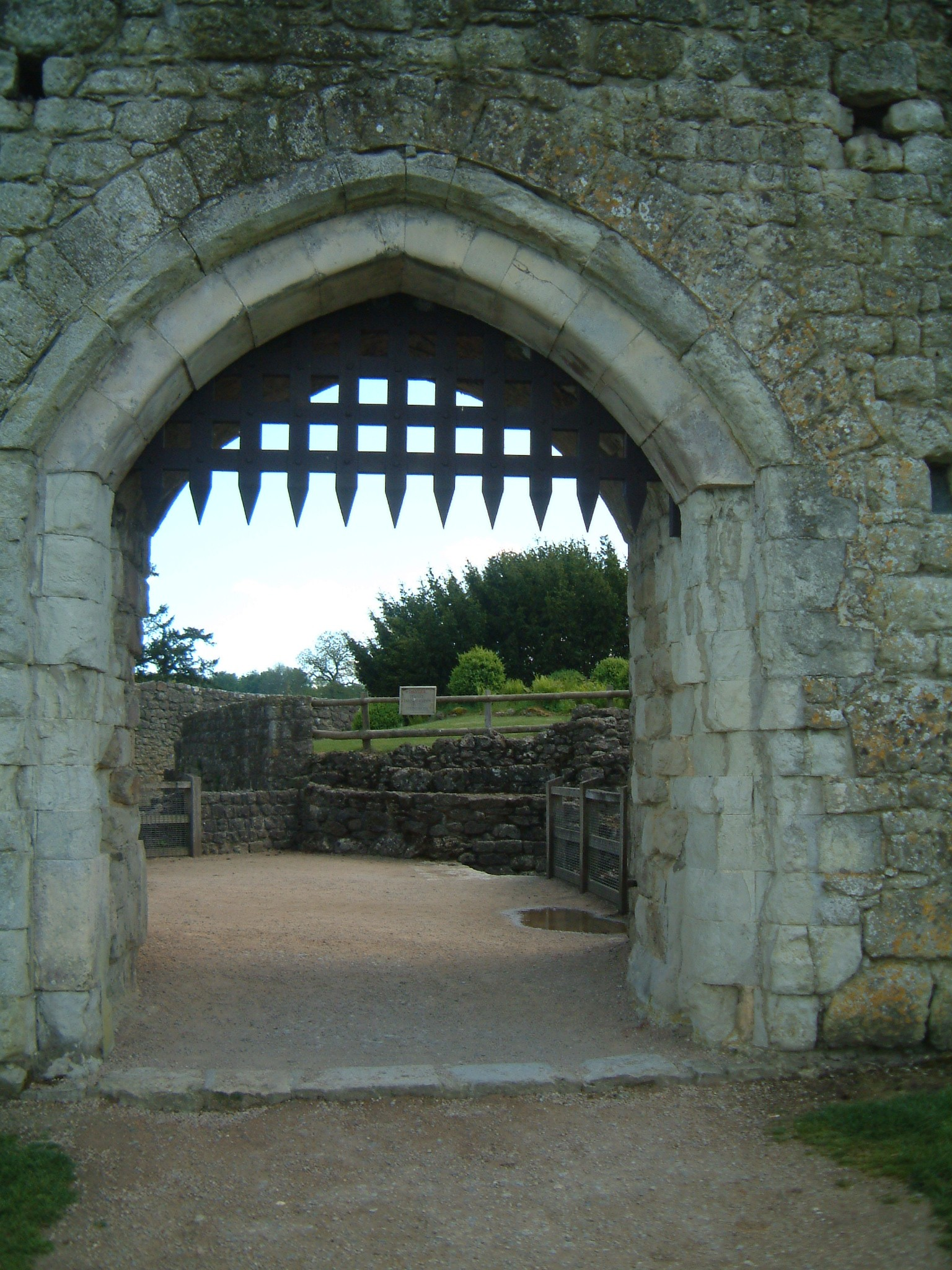
Ворота

### Резиденция королев
Осенью 1321 года во время своего паломничества в Кентербери в Лидсе намеревалась остановиться королева Изабелла. Хозяина, лорда Бадлсмера, на тот момент находившегося в оппозиции королю, не было в замке, а его жена отказалась принять королеву. Несколько человек из охраны Изабеллы были убиты при попытке прорваться в Лидс. В октябре 1321 года в отместку Эдуард II осадил и взял замок, его комендант и солдаты гарнизона были казнены, а родственники Бадлсмира арестованы и отправлены в Тауэр. Устрашённые судьбой защитников Лидса, гарнизоны других замков, принадлежавших Бадлсмиру, сдались королю без боя.
Возможно, уже в 1321 году замок был передан королеве Изабелле, так как на Пасху 1322 года по её приказу продавались продовольственные припасы Лидса. Документами же подтверждается передача Лидса королеве только в 1327 году.
Более замок никогда не подвергался осаде, оставаясь на протяжении столетий резиденцией королев Англии. В 1395 году Ричард II принимал в замке французского летописца Жана Фруассара, который описал этот эпизод в своих «Хрониках».
Генрих VIII перестроил замок для своей первой жены, Екатерины Арагонской. В Лидсе хранится картина с изображением встречи Генриха и короля Франциска I. Некоторое время здесь провела в заключении будущая королева Елизавета.

### Современная история
В 1926 году Лидс приобрела леди Олив Бэйли, и, наняв лучших проектировщиков интерьера, полностью преобразовала внутреннее убранство замка. Архитектор Арман-Альбер Рато занимался как внешними изменениями, так и внутренним убранством, например, была построена дубовая лестница в стиле XVI века. Позже в Лидсе работал парижский декоратор Стефан Будин. Благодаря леди Бэйли в замке собраны коллекции мебели, керамики, гобеленов, картин и китайского фарфора XVIII в. Были реконструированы Спальня Королевы и Ванная комната — этим помещениям вернули вид палат начала XV века, когда в замке часто бывала Екатерина Валуа, жена Генриха V. Также леди Бэйли организовала Фонд замка Лидс, который занимается благоустройством замка и прилегающего к нему парка.

## Достопримечательности
- Растительный лабиринт из двух с половиной тысяч тисовых деревьев.
- Птичий вольер, где можно увидеть около сотни редких и экзотических птиц (какаду, попугаев ара, туканов и др.).
- Музей собачьих ошейников, в котором собрана коллекция старинных ошейников XV—XVII вв.